# Postulat
Pojam postulat, uz definicije, aksiome i teoreme, je uveo Euklid. 
Aksiom je potpuno očita, bjelodana istina, dok to postulati nisu, ali su oni nužni za izgradnju teorije. Postulati su hipotetički po svojoj naravi, ne mogu se dokazati, ali su potrebni pa se njihovo postojanje zahtjeva (otuda im naziv, prema latinskom postulare: zahtijevati, tražiti). U filozofiji su postulati potrebni kao nužne pretpostavke, ne u smislu dogme, za izgradnju filozofijskog sustava. Na primjer, Immanuel Kant za izgradnju svoje Kritike praktičkog uma (1788) uzima tri postulata: čovjek je sloboda, duša je besmrtna, postoji Bog. 
Danas se često pojam postulat koristi, naročito u logici, kao istoznačan pojmu aksiom.